# Regne de Mama
Mama, el seu nom en accadi, en hitita Hasum o Haššum i en hurrita Hasu (Haššu), era un regne hitita que va aparèixer cap a mitjans del segle XVIII aC en un territori muntanyós al sud-est de Nesa. Al poc temps van aparèixer divergències i tensions entre el rei Inar de Nesa i el rei de Mama anomenat Anum-Herba, i sembla que Inar va acabar envaint el regne de Mama. Posteriorment es va signar la pau entre els dos regnes. En temps de Warsama, fill d'Inar, van tornar les hostilitats, però després de la destrucció de diverses ciutats per les dues parts, es va signar una pau que va durar uns anys. Finalment el regne de Mama va ser absorbit pel regne de Kushara.